# Мюрренбах
Мюрренбах (нем. Mürrenbachfall) — водопад в Швейцарии.
Мюрренбахский водопад расположен на территории общины Лаутербруннен около горной деревни Мюррен в кантоне Берн. Его высота по данным 2009 года — 417 метров. Это делает его самым высоким водопадом страны. Однако, споры о высочайшем водопаде Швейцарии продолжаются. Мюрренбах не свободно падающий водопад, у него пять каскадов. Это отличает его от Штауббаха, который также расположен в долине Лаутербруннена, высотой 297 м считается самым высоким свободно падающим водопадом страны. Максимальный расход воды — весной, при таянии снегов, а также летом после сильных осадков.
От Мюррена в долину проходит популярный туристический маршрут мимо Мюрренбаха, Штауббаха, Трюммельбаха и других водопадов.

## Галерея

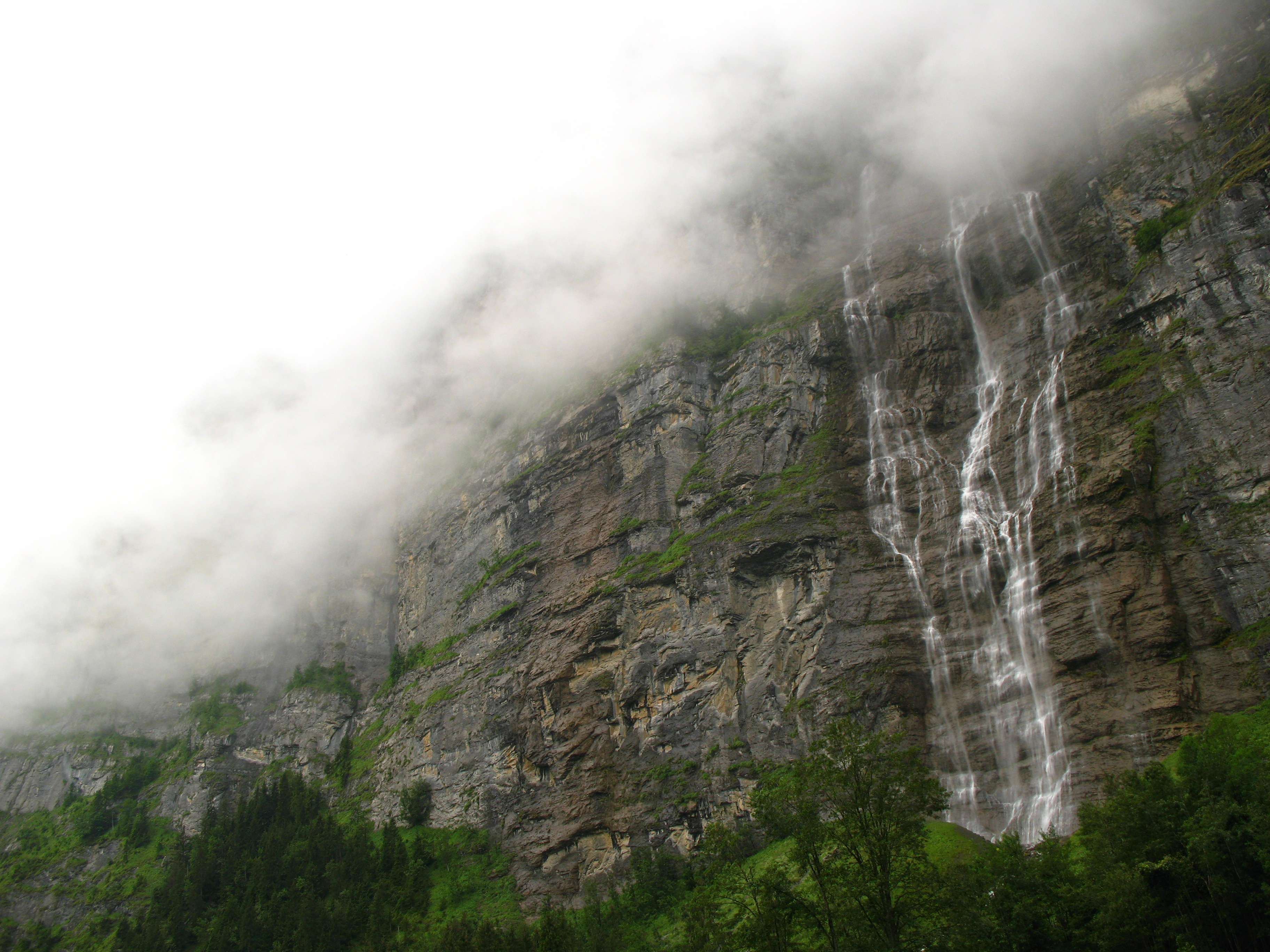
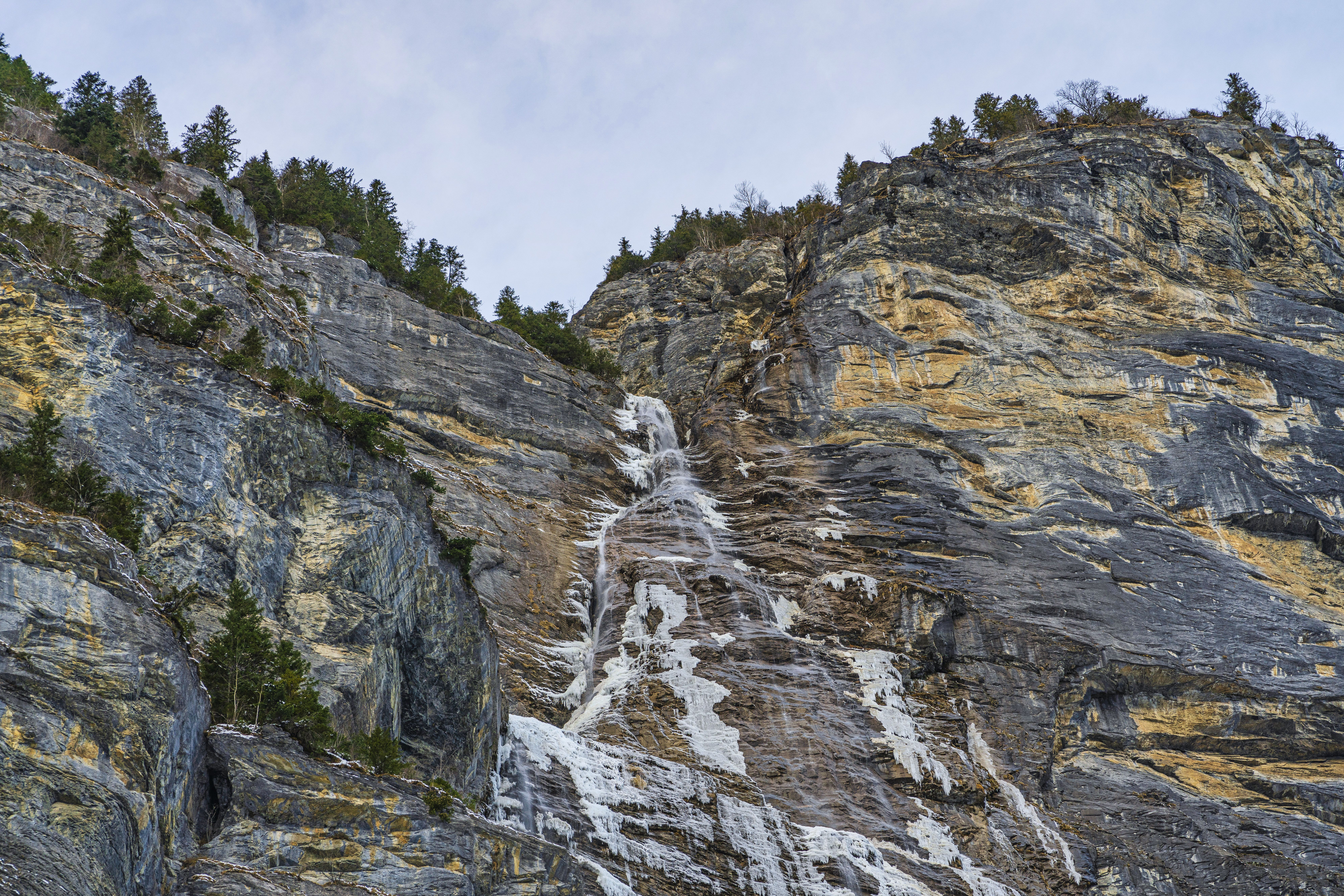
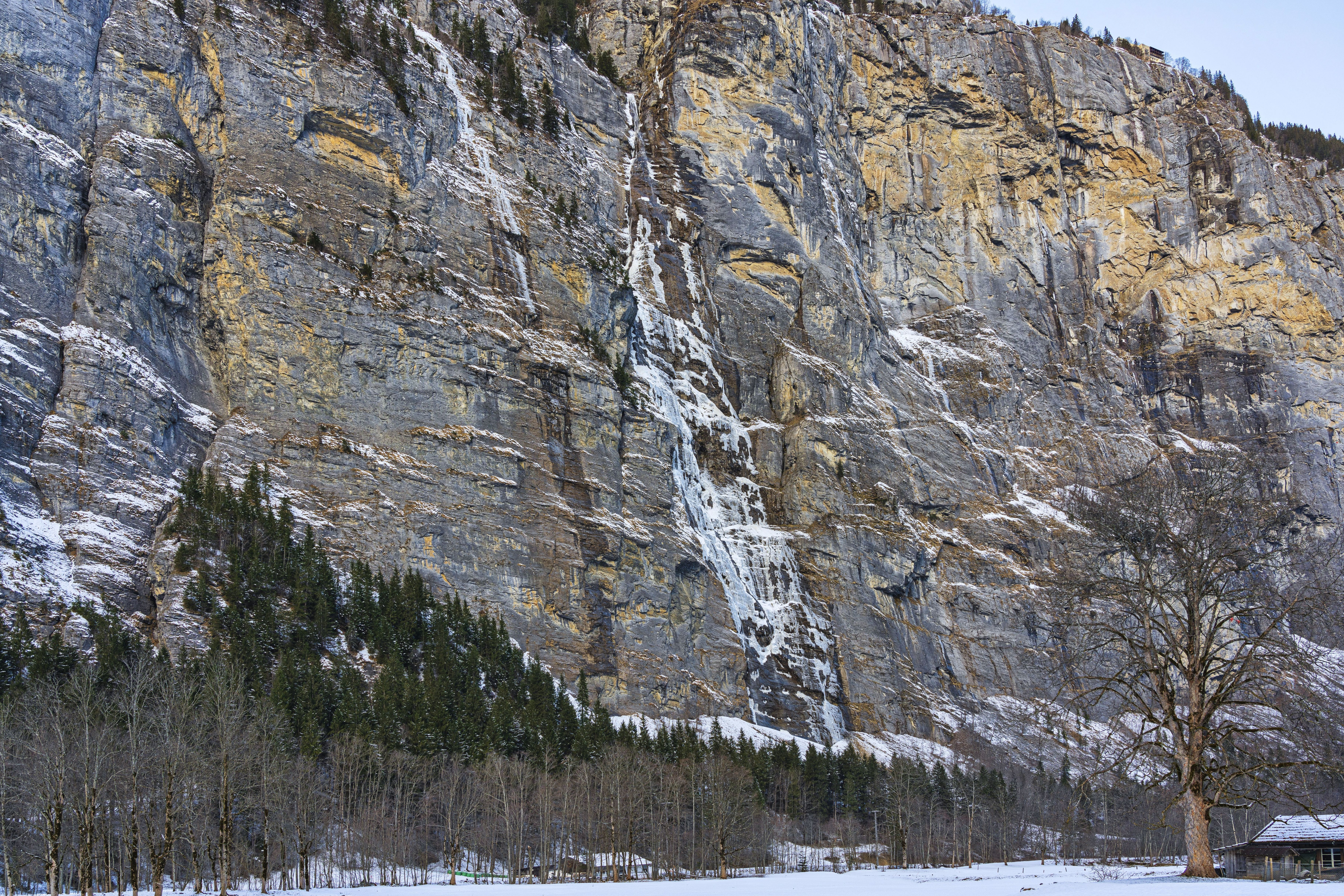
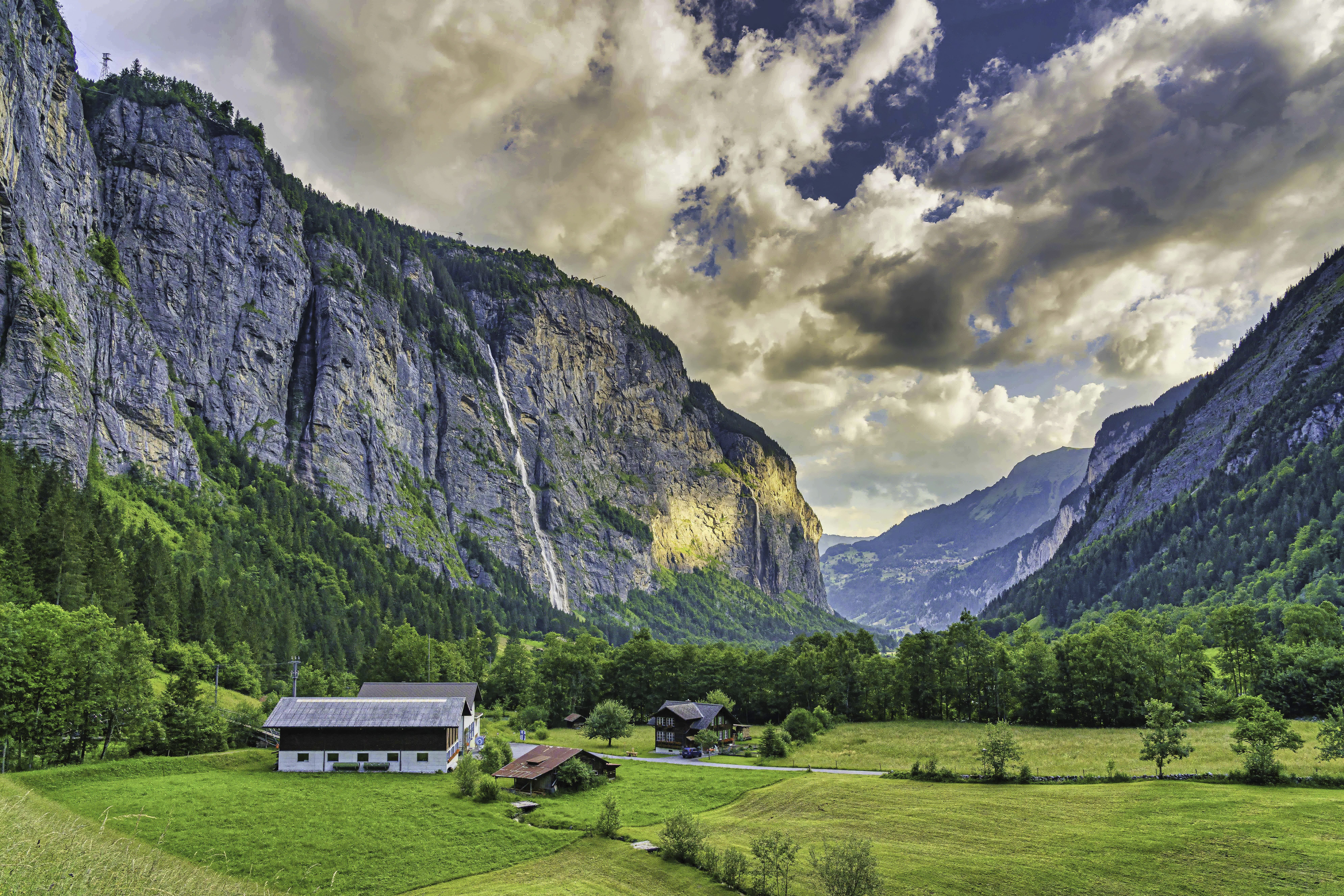